# 季赫 (波克羅夫西克區)
47°57′59″N 36°22′35″E / 47.96639°N 36.37639°E
季赫（烏克蘭語：Тихе），是烏克蘭的村落，位於該國中部第聶伯羅彼得羅夫斯克州，由波克羅夫西克區負責管轄，處於沃夫恰河左岸，距離沃夫切2.5公里，海拔高度90米，2001年人口125。